# Projectielbraken
Projectielbraken, ook wel explosief braken genoemd, is plotseling heftig braken. Zonder voorafgaand gevoel van misselijkheid wordt maaginhoud met grote kracht via de slokdarm naar buiten geperst.
Deze vorm van braken kan onder andere veroorzaakt worden door buikgriep als gevolg van besmetting met het norovirus. Bij pasgeboren baby's is pylorusstenose meestal de oorzaak. Ook verhoogde hersendruk kan aanleiding zijn tot projectielbraken. 